# Ciccio Barbi
Ciccio Barbi, de son vrai nom Francesco Barbi, né à Trofarello le 12 décembre 1919 et mort à Rome le 26 novembre 1992, est un acteur italien actif de 1943 à 1977.

## Biographie
Ciccio Barbi a entamé sa carrière au théâtre d'avanspettacolo et de revue, où il a travaillé avec Erminio Macario e Totò. Il passe au cinéma au début des années 1940 avec Le Diamant mystérieux (L'ultima carrozzella, 1943) de Mario Mattoli.
Il commence la télévision au début des années 1960, apparaissant fréquemment dans l'émission Carosello pour vanter l'eau Fiuggi et les bonbons Charms, avec Enrico Viarisio.
Il continue en parallèle au cinéma. Il espace ses apparitions à partir des années 1970.
En presque quarante ans de carrière, il s'est imposé avec classe et raffinement comme habile acteur de genre.

## Filmographie partielle
- 1943 : Le Diamant mystérieux (L'ultima carrozzella) de Mario Mattoli
- 1951 : Il padrone del vapore de Mario Mattoli
- 1955 : La Belle de Rome (La Bella di Roma) de Luigi Comencini
- 1955 : Un héros de notre temps (Un eroe dei nostri tempi) de Mario Monicelli
- 1956 : Les Week-ends de Néron de Steno
- 1956 : Guardia, guardia scelta, brigadiere e maresciallo  de Mauro Bolognini
- 1956 : Amours de vacances (Tempo di villeggiatura) de Antonio Racioppi
- 1957 : La Blonde enjôleuse (La ragazza del palio) de Luigi Zampa
- 1958 : Il marito de Nanni Loy, Fernando Palacios et Gianni Puccini
- 1959 : Fripouillard et Cie (I tartassati) de Steno
- 1959 : Un canto nel deserto de Marino Girolami
- 1961 : La Fille à la valise (La ragazza con la valigia) de Valerio Zurlini
- 1961 : 5 marines per 100 ragazze de Mario Mattoli
- 1962 : Boccace 70 (Boccaccio '70)
- 1963 : Carmen 63 (Carmen di Trastevere) de Carmine Gallone